# Cercobrachys minutus
Cercobrachys minutus är en dagsländeart som först beskrevs av Tshernova 1952.  Cercobrachys minutus ingår i släktet Cercobrachys och familjen slamdagsländor. Inga underarter finns listade i Catalogue of Life.